# اصل موضوع مجموعه تهی
از جمله اصول موضوع نظریه مجموعه‌های تسرملو-فرانکیل اصل موضوع مجموعه تهی است.

## بیان رسمی
در قالب عبارات صوری ریاضی این اصل بیان می‌کند
{\displaystyle \exists x\forall y\lnot (y\in x)}
که می‌توان آن را چنین تفسیر کرد: مجموعه ای وجود دارد که هیج عضوی ندارد.
اصل موضوع گسترش یگانگی چنین مجموعه‌ای را تضمین می‌کند و لذا چنین مجموعه‌ای شایسته نام و نماد است. مجموعه بی هیچ عضو را مجموعه تهی می نامیم و آن را با {} یا {\displaystyle \varnothing } نمایش می دهیم. پس اصل موضوع مجموعه تهی بیان می‌کند مجموعه تهی وجود دارد.

## تفسیر
اصل موضوع مجموعه تهی را می‌توان به نوعی توسط اصل موضوع تصریح نتیجه گرفت. در ابتدا برای آنکه چیزی در اختیار داشته باشیم فرض کنید مجموعه‌ای وجود دارد. اگر این مجموعه را A بنامیم با استفاده از اصل موضوع تصریح و در نظر گرفتن یک گزاره نمای همواره نادرست چون {\displaystyle x\neq x}
می توان مجموعه {\displaystyle \{x\in A:x\neq x\}} را تشکیل داد که چون هیچ x یافت نمی‌شود که در گزاره نما {\displaystyle x\neq x} صدق کند وضوحاً مجموعه مذکور دارای هیچ عضوی نیست.
مطلب اخیر باعث می‌شود، برخی اصل موضوع مجموعه تهی را به عنوان یک قضیه و نه یک اصل قبول کنند. در این شیوه استدلال فرض وجود حداقل یک مجموعه پذیرفته شده است و لذا می‌توان وجود مجموعه تهی را به عنوان قضیه نشان داد.